# 屈諫
屈諫（1512年—？），字正父，號潞野，山西潞安府長治縣人，民籍，明朝政治人物。

## 生平
嘉靖十三年（1534年）甲午科山西鄉試第二十五名舉人。嘉靖二十六年（1547年）中式丁未科會試第一百八十五名，登第三甲第一百零二名進士。大理寺觀政，授涇陽知縣，升户部主事，歷任戶部郎中。

## 家族
曾祖屈鑑；祖父屈端；父屈俊，壽官。母張氏。兄屈展、屈方、屈直。子揚光、揚诩、揚训、揚熺。